# Liste der Weltcupsieger im Bobsport
Die Liste der Weltcupsieger im Bobsport listet alle Bobpiloten auf, die seit 1984 die Weltcupgesamtwertung im Bob-Weltcup für sich entscheiden konnten.

## Zweierbob der Männer
| Saison    | Sieger                                 | Zweiter                                | Dritter                                |
| --------- | -------------------------------------- | -------------------------------------- | -------------------------------------- |
| 2024/25   | Francesco Friedrich                    | Johannes Lochner                       | Brad Hall                              |
| 2023/24   | Francesco Friedrich                    | Johannes Lochner                       | Adam Ammour                            |
| 2022/23   | Johannes Lochner                       | Francesco Friedrich                    | Brad Hall                              |
| 2021/22   | Francesco Friedrich                    | Justin Kripps                          | Rostislaw Gaitjukewitsch               |
| 2020/21   | Francesco Friedrich                    | Johannes Lochner                       | Dominik Dvořák                         |
| 2019/20   | Francesco Friedrich                    | Oskars Ķibermanis                      | Justin Kripps                          |
| 2018/19   | Francesco Friedrich                    | Justin Kripps                          | Nico Walther                           |
| 2017/18   | Justin Kripps                          | Francesco Friedrich                    | Chris Spring                           |
| 2016/17   | Francesco Friedrich                    | Steven Holcomb                         | Won Yun-jong                           |
| 2015/16   | Won Yun-jong                           | Nico Walther                           | Uģis Žaļims                            |
| 2014/15   | Oskars Melbārdis                       | Beat Hefti                             | Rico Peter                             |
| 2013/14   | Steven Holcomb                         | Beat Hefti                             | Francesco Friedrich                    |
| 2012/13   | Lyndon Rush                            | Oskars Melbārdis                       | Manuel Machata                         |
| 2011/12   | Beat Hefti                             | Maximilian Arndt                       | Alexander Subkow                       |
| 2010/11   | Alexander Subkow                       | Manuel Machata                         | Simone Bertazzo                        |
| 2009/10   | Ivo Rüegg                              | Thomas Florschütz                      | Karl Angerer                           |
| 2008/09   | Beat Hefti                             | André Lange                            | Thomas Florschütz                      |
| 2007/08   | André Lange                            | Ivo Rüegg                              | Alexander Subkow                       |
| 2006/07   | Steven Holcomb                         | Pierre Lueders                         | André Lange                            |
| 2005/06   | Pierre Lueders                         | Alexander Subkow                       | Todd Hays                              |
| 2004/05   | Martin Annen                           | Pierre Lueders                         | Alexander Subkow                       |
| 2003/04   | Christoph Langen                       | Pierre Lueders                         | André Lange                            |
| 2002/03   | Pierre Lueders                         | René Spies                             | André Lange                            |
| 2001/02   | Martin Annen                           | Pierre Lueders                         | Christian Reich                        |
| 2000/01   | Martin Annen                           | René Spies                             | André Lange                            |
| 1999/2000 | Christian Reich                        | Reto Götschi                           | Marcel Rohner                          |
| 1998/99   | Christoph Langen                       | Reto Götschi                           | Pierre Lueders                         |
| 1997/98   | Pierre Lueders                         | Günther Huber                          | Sandis Prūsis                          |
| 1996/97   | Pierre Lueders                         | Günther Huber                          | Brian Shimer                           |
| 1995/96   | Christoph Langen                       | Pierre Lueders                         | Sepp Dostthaler                        |
| 1994/95   | Pierre Lueders                         | Reto Götschi                           | Günther Huber                          |
| 1993/94   | Pierre Lueders                         | Christoph Langen                       | Günther Huber                          |
| 1992/93   | Günther Huber                          | Gustav Weder                           | Brian Shimer                           |
| 1991/92   | Günther Huber                          | Gustav Weder                           | Chris Lori                             |
| 1990/91   | Wolfgang Hoppe                         | Gustav Weder                           | Chris Lori                             |
| 1989/90   | Christian Schebitz                     | Greg Haydenluck                        | Māris Poikāns                          |
| 1988/89   | Gustav Weder                           | Detlef Richter                         | Nico Baracchi                          |
| 1987/88   | Jānis Ķipurs                           | Volker Dietrich                        | Zintis Ekmanis                         |
| 1986/87   | Anton Fischer                          | Matt Roy                               | Wolfgang Hoppe                         |
| 1985/86   | Māris Poikāns                          | Wjatscheslaw Schtschawlew              | Ekkehard Fasser                        |
| 1984/85   | Anton Fischer                          | Nick Phipps                            | Hans Hiltebrand                        |
| 1984      | Detlef Richter                         | Horst Schönau                          | Michael Sperr                          |
| 1983      | Gildo Sartore                          | Alex Wolf                              | Yves Barachin                          |
| 1982      | wegen schlechter Witterung ausgefallen | wegen schlechter Witterung ausgefallen | wegen schlechter Witterung ausgefallen |

## Viererbob der Männer
| Saison    | Sieger                                 | Zweiter             | Dritter                        |
| --------- | -------------------------------------- | ------------------- | ------------------------------ |
| 2024/25   | Francesco Friedrich                    | Johannes Lochner    | Brad Hall                      |
| 2023/24   | Francesco Friedrich                    | Emīls Cipulis       | Johannes Lochner               |
| 2022/23   | Francesco Friedrich                    | Brad Hall           | Johannes Lochner               |
| 2021/22   | Francesco Friedrich                    | Justin Kripps       | Rostislaw Gaitjukewitsch       |
| 2020/21   | Francesco Friedrich                    | Benjamin Maier      | Justin Kripps                  |
| 2019/20   | Francesco Friedrich                    | Johannes Lochner    | Justin Kripps                  |
| 2018/19   | Francesco Friedrich                    | Oskars Ķibermanis   | Johannes Lochner               |
| 2017/18   | Johannes Lochner                       | Francesco Friedrich | Nico Walther                   |
| 2016/17   | Alexander Kasjanow                     | Rico Peter          | Steven Holcomb                 |
| 2015/16   | Maximilian Arndt                       | Francesco Friedrich | Rico Peter                     |
| 2014/15   | Oskars Melbārdis                       | Alexander Kasjanow  | Maximilian Arndt               |
| 2013/14   | Maximilian Arndt                       | Steven Holcomb      | Thomas Florschütz Chris Spring |
| 2012/13   | Alexander Subkow                       | Oskars Melbārdis    | Manuel Machata                 |
| 2011/12   | Alexander Subkow                       | Maximilian Arndt    | Manuel Machata                 |
| 2010/11   | Manuel Machata                         | Steven Holcomb      | Alexander Subkow               |
| 2009/10   | Steven Holcomb                         | Jānis Miņins        | André Lange                    |
| 2008/09   | Alexander Subkow                       | Jānis Miņins        | André Lange                    |
| 2007/08   | André Lange                            | Alexander Subkow    | Jānis Miņins                   |
| 2006/07   | Jewgeni Popow                          | Steven Holcomb      | Pierre Lueders                 |
| 2005/06   | Alexander Subkow                       | Pierre Lueders      | Martin Annen                   |
| 2004/05   | Alexander Subkow                       | Pierre Lueders      | Martin Annen                   |
| 2003/04   | André Lange                            | Alexander Subkow    | Todd Hays                      |
| 2002/03   | André Lange                            | Sandis Prūsis       | Ralph Rüegg                    |
| 2001/02   | Martin Annen                           | André Lange         | Christian Reich                |
| 2000/01   | André Lange                            | Sandis Prūsis       | Matthias Benesch               |
| 1999/2000 | Marcel Rohner                          | Sandis Prūsis       | Pierre Lueders                 |
| 1998/99   | Christoph Langen                       | Marcel Rohner       | André Lange                    |
| 1997/98   | Harald Czudaj                          | Marcel Rohner       | Hubert Schösser                |
| 1996/97   | Marcel Rohner                          | Wolfgang Hoppe      | Günther Huber                  |
| 1995/96   | Wolfgang Hoppe                         | Christoph Langen    | Chris Lori                     |
| 1994/95   | Pierre Lueders                         | Mark Tout           | Dirk Wiese                     |
| 1993/94   | Hubert Schösser                        | Dirk Wiese          | Mark Tout                      |
| 1992/93   | Brian Shimer                           | Chris Lori          | Wolfgang Hoppe                 |
| 1991/92   | Wolfgang Hoppe                         | Gustav Weder        | Rudi Lochner                   |
| 1990/91   | Gustav Weder                           | Ingo Appelt         | Chris Lori                     |
| 1989/90   | Chris Lori                             | Māris Poikāns       | Dietmar Falkenberg             |
| 1988/89   | Ingo Appelt                            | Gustav Weder        | Peter Kienast                  |
| 1987/88   | Ingo Appelt Peter Kienast              | –                   | Volker Dietrich                |
| 1986/87   | Matt Roy                               | Wolfgang Hoppe      | Peter Kienast                  |
| 1985/86   | Ekkehard Fasser                        | Walter Delle Karth  | Matt Roy                       |
| 1984/85   | Jeff Jost                              | Nick Phipps         | Silvio Giobellina              |
| 1984      | Detlef Richter                         | Marco Bellodis      | Dorin Degan                    |
| 1983      | Gildo Sartore                          | Gerard Christaud    | Jonathan Woodall               |
| 1982      | wegen schlechter Witterung ausgefallen |                     |                                |

## Kombinationswertung Zweierbob und Viererbob der Männer
| Saison  | Sieger              | Zweiter                   | Dritter                  |
| ------- | ------------------- | ------------------------- | ------------------------ |
| 2024/25 | Francesco Friedrich | Johannes Lochner          | Brad Hall                |
| 2023/24 | Francesco Friedrich | Johannes Lochner          | Emils Cipulis            |
| 2022/23 | Francesco Friedrich | Johannes Lochner          | Brad Hall                |
| 2021/22 | Francesco Friedrich | Justin Kripps             | Rostislaw Gaitjukewitsch |
| 2020/21 | Francesco Friedrich | Johannes Lochner          | Dominik Dvořák           |
| 2019/20 | Francesco Friedrich | Justin Kripps             | Oskars Ķibermanis        |
| 2018/19 | Francesco Friedrich | Oskars Ķibermanis         | Nico Walther             |
| 2017/18 | Justin Kripps       | Francesco Friedrich       | Johannes Lochner         |
| 2016/17 | Francesco Friedrich | Alexander Kasjanow        | Steven Holcomb           |
| 2015/16 | Nico Walther        | Maximilian Arndt          | Rico Peter               |
| 2014/15 | Oskars Melbārdis    | Nico Walther              | Alexander Kasjanow       |
| 2013/14 | Steven Holcomb      | Beat Hefti                | Thomas Florschütz        |
| 2012/13 | Oskars Melbārdis    | Alexander Subkow          | Manuel Machata           |
| 2011/12 | Maximilian Arndt    | Alexander Subkow          | Manuel Machata           |
| 2010/11 | Manuel Machata      | Alexander Subkow          | Steven Holcomb           |
| 2009/10 | Steven Holcomb      | Ivo Rüegg                 | Thomas Florschütz        |
| 2008/09 | Alexander Subkow    | Beat Hefti                | André Lange              |
| 2007/08 | André Lange         | Alexander Subkow          | Steven Holcomb           |
| 2002/03 | André Lange         | René Spies                | Martin Annen             |
| 2001/02 | Martin Annen        | Christian Reich           | André Lange              |
| 2000/01 | André Lange         | Martin Annen              | Sandis Prusis            |
| 1999/00 | Marcel Rohner       | Christian Reich           | Pierre Lueders           |
| 1998/99 | Christoph Langen    | Reto Götschi              | Pierre Lueders           |
| 1997/98 | Pierre Lueders      | Günther Huber             | Sandis Prusis            |
| 1996/97 | Günther Huber       | Brian Shimer              | Pierre Lueders           |
| 1995/96 | Christoph Langen    | Pierre Lueders            | Chris Lori               |
| 1994/95 | Pierre Lueders      | Reto Götschi              | Günther Huber            |
| 1993/94 | Pierre Lueders      | Hubert Schösser           | Mark Tout                |
| 1992/93 | Brian Shimer        | Gustav Weder              | Günther Huber            |
| 1991/92 | Wolfgang Hoppe      | Gustav Weder              | Mark Tout                |
| 1990/91 | Gustav Weder        | Ingo Appelt               | Chris Lori               |
| 1989/90 | Māris Poikāns       | Chris Lori                | Greg Haydenluck          |
| 1988/89 | Gustav Weder        | Detlef Richter            | Nico Barrachi            |
| 1987/88 | Ingo Appelt         | Janis Kipurs              | Volker Dietrich          |
| 1986/87 | Matt Roy            | Wolfgang Hoppe            | Anton Fischer            |
| 1985/86 | Ekkehard Fasser     | Matt Roy                  | Nick Phipps              |
| 1984/85 | Jeff Jost           | Anton Fischer Nick Phipps | –                        |

## Monobob der Frauen
| Saison  | Siegerin          | Zweite         | Dritte         |
| ------- | ----------------- | -------------- | -------------- |
| 2024/25 | Lisa Buckwitz     | Breeana Walker | Laura Nolte    |
| 2023/24 | Lisa Buckwitz     | Breeana Walker | Laura Nolte    |
| 2022/23 | Kaillie Humphries | Laura Nolte    | Cynthia Appiah |

## Zweierbob der Frauen
| Saison    | Siegerin            | Zweite                    | Dritte              |
| --------- | ------------------- | ------------------------- | ------------------- |
| 2024/25   | Laura Nolte         | Kim Kalicki               | Lisa Buckwitz       |
| 2023/24   | Laura Nolte         | Kim Kalicki               | Lisa Buckwitz       |
| 2022/23   | Laura Nolte         | Kim Kalicki               | Kaillie Humphries   |
| 2021/22   | Elana Meyers Taylor | Laura Nolte               | Kim Kalicki         |
| 2020/21   | Katrin Beierl       | Kim Kalicki               | Mariama Jamanka     |
| 2019/20   | Stephanie Schneider | Mariama Jamanka           | Christine de Bruin  |
| 2018/19   | Mariama Jamanka     | Stephanie Schneider       | Elana Meyers Taylor |
| 2017/18   | Kaillie Humphries   | Elana Meyers Taylor       | Mariama Jamanka     |
| 2016/17   | Jamie Greubel Poser | Kaillie Humphries         | Elana Meyers Taylor |
| 2015/16   | Kaillie Humphries   | Jamie Greubel Poser       | Christina Hengster  |
| 2014/15   | Elana Meyers Taylor | Kaillie Humphries         | Jazmine Fenlator    |
| 2013/14   | Kaillie Humphries   | Elana Meyers              | Jamie Greubel       |
| 2012/13   | Kaillie Humphries   | Sandra Kiriasis           | Cathleen Martini    |
| 2011/12   | Cathleen Martini    | Anja Schneiderheinze      | Sandra Kiriasis     |
| 2010/11   | Sandra Kiriasis     | Cathleen Martini          | Kaillie Humphries   |
| 2009/10   | Sandra Kiriasis     | Kaillie Humphries         | Cathleen Martini    |
| 2008/09   | Sandra Kiriasis     | Cathleen Martini          | Nicola Minichiello  |
| 2007/08   | Sandra Kiriasis     | Helen Upperton            | Cathleen Martini    |
| 2006/07   | Sandra Kiriasis     | Shauna Rohbock            | Cathleen Martini    |
| 2005/06   | Sandra Kiriasis     | Helen Upperton            | Shauna Rohbock      |
| 2004/05   | Sandra Kiriasis     | Cathleen Martini          | Susi Erdmann        |
| 2003/04   | Sandra Prokoff      | Jean Racine               | Susi Erdmann        |
| 2002/03   | Sandra Prokoff      | Susi Erdmann              | Gerda Weißensteiner |
| 2001/02   | Susi Erdmann        | Sandra Prokoff            | Jean Racine         |
| 2000/01   | Jean Racine         | Sandra Prokoff            | Susi Erdmann        |
| 1999/2000 | Jean Racine         | Jill Bakken               | Françoise Burdet    |
| 1998/99   | Françoise Burdet    | Jean Racine               | Michelle Coy        |
| 1997/98   | Françoise Burdet    | Michelle Coy              | Sigi Feuser         |
| 1996/97   | Françoise Burdet    | Michelle Coy Heike Storch | –                   |
| 1995/96   | Caroline Burdet     | Michelle Coy              | Heike Storch        |
| 1994/95   | Claudia Bühlmann    |                           |                     |
| 1993/94   | Barbara Muriset     | Sigi Clayton              | Claudia Bühlmann    |

## Kombinationswertung Monobob und Zweierbob der Frauen
| Saison  | Sieger            | Zweiter       | Dritter        |
| ------- | ----------------- | ------------- | -------------- |
| 2024/25 | Laura Nolte       | Lisa Buckwitz | Kim Kalicki    |
| 2023/24 | Laura Nolte       | Lisa Buckwitz | Melanie Hasler |
| 2022/23 | Kaillie Humphries | Laura Nolte   | Kim Kalicki    |